# كلب الملكة
كلب الملكة (بالإنجليزية: The Queen’s Corgi)‏ هو فيلم رسوم متحركة بلجيكي من إخراج بن ستاسن، صدر في عام 2019.

## وصلات خارجية
- كلب الملكة على موقع IMDb (الإنجليزية)
- كلب الملكة على موقع روتن توميتوز (الإنجليزية)
- كلب الملكة على موقع نتفليكس (الإنجليزية)
- كلب الملكة على موقع ألو سيني (الفرنسية)
- كلب الملكة على موقع أول موفي (الإنجليزية)
- كلب الملكة على موقع بوكس أوفيس موجو (الإنجليزية)
- كلب الملكة على موقع فيلمافينيتي (الإسبانية)
- كلب الملكة على موقع قاعدة بيانات الأفلام السويدية (السويدية)
- كلب الملكة على موقع قاعدة بيانات الفيلم (الإنجليزية)
- كلب الملكة على موقع ليتربوكسد (الإنجليزية)